# Collegio Papio
Il Collegio Papio, propriamente "Collegio di Santa Maria della Misericordia", è un istituto scolastico cattolico-romano di origini centenarie con sede ad Ascona.

## Storia e descrizione
Fu costruito nel 1585 su iniziativa del cardinale Carlo Borromeo grazie ad un progetto tipico della renaissance del valsoldese Pellegrino Tibaldi.
Il denaro per la costruzione della scuola provenne dall'asconese Bartolomeo Papio (da qui il nome della scuola), che con un lascito testamentario mise a disposizione non solo tale denaro ma anche il suo palazzo di Ascona per la costruzione dell'istituto scolastico gestito prima dagli Oblati e poi dai Gesuiti. La morte del Papio avvenne in data 20 agosto 1580, mentre la realizzazione del Collegio avvenne dopo il 1584.
Oltre al chiostro rinascimentale e all'affresco del 1602 che domina l'accesso settentrionale, è di notevole interesse la chiesa del Collegio: facente parte di un convento di domenicani, la chiesa di Santa Maria della Misericordia servì come luogo di preghiera per seminaristi e tuttora è un importante luogo d'incontro per preghiere per gli studenti e la popolazione che lo desidera.
In gran parte rinnovata nel 2006-2008, la chiesa ha da sempre avuto una connotazione speciale per le moltitudini di affreschi nella cupola a fianco della sacristia e per il notevole dipinto collocato nella navata centrale.
Guidato negli anni da diversi ordini religiosi fino ai salesiani, agli assunzionisti, finì nel 1935 per essere subordinato alla diocesi di Lugano, allora retta da Monsignor Angelo Jelmini, amministratore apostolico della diocesi di Lugano, che chiamò i benedettini di Einsiedeln che lo diressero dal 1924 al 1964.
Fra i rettori sono da notare monsignor Amédée Grab, vescovo emerito di Coira e monsignor Pier Giacomo Grampa, vescovo di Lugano che ha ceduto la funzione a don Patrizio Foletti di Massagno.
Non sono pochi gli studenti del Collegio Papio che hanno raggiunto le cariche più prestigiose nel settore privato così come in quello pubblico.
Fra gli allievi, il Collegio annovera presidenti della Confederazione Svizzera, del Consiglio di Stato, ambasciatori, membri dell'ONU e dei direttivi dell'Unione europea e dell'OCSE, amministratori delegati di aziende mondialmente conosciute e vari membri dei quadri aziendali internazionali. Sono molti anche gli artisti, i letterati e i professori conosciuti sul piano internazionale che hanno studiato fra le mura di questo collegio.

## Galleria d'immagini

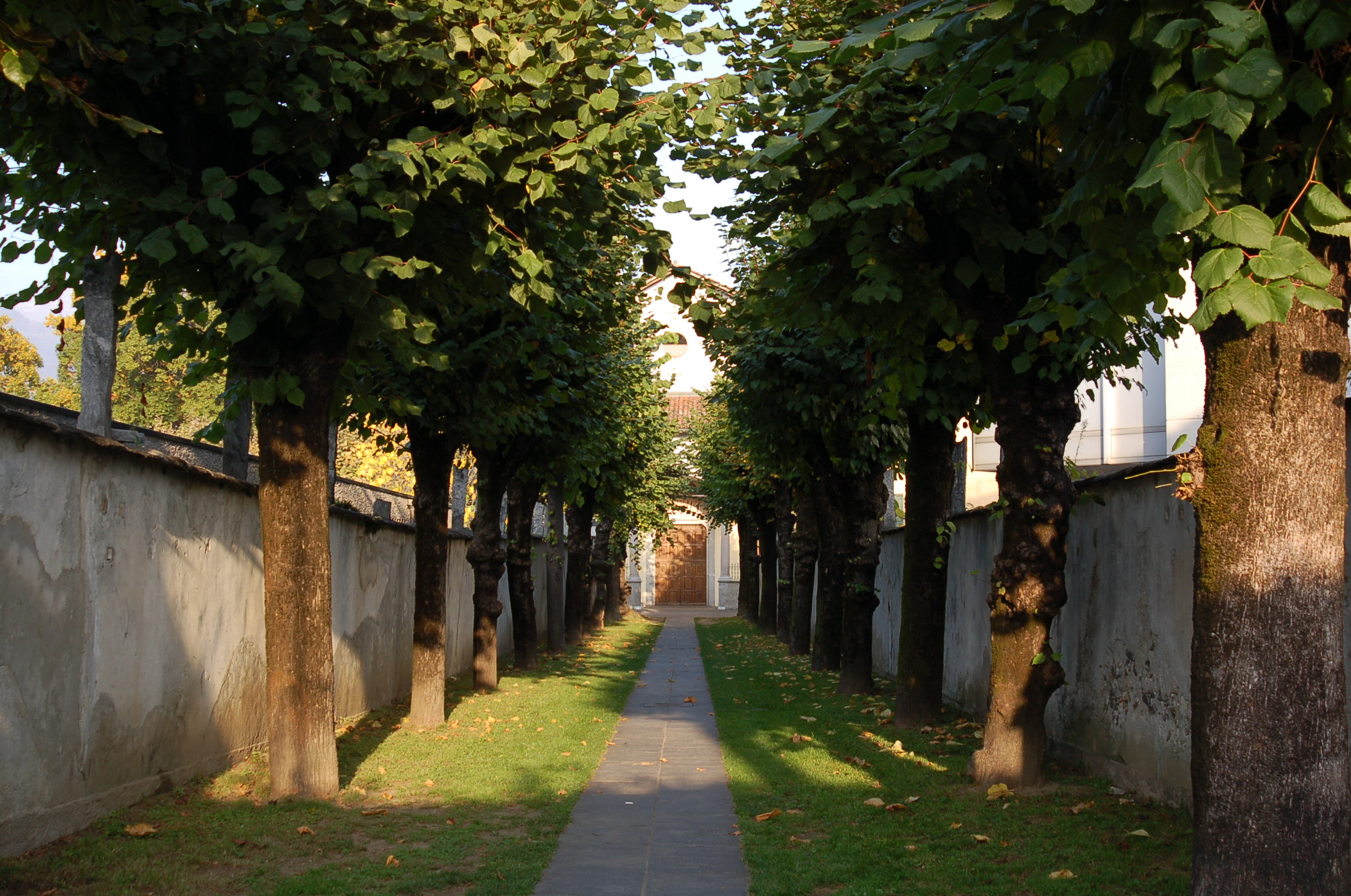
Collegio Papio: viale d'ingresso
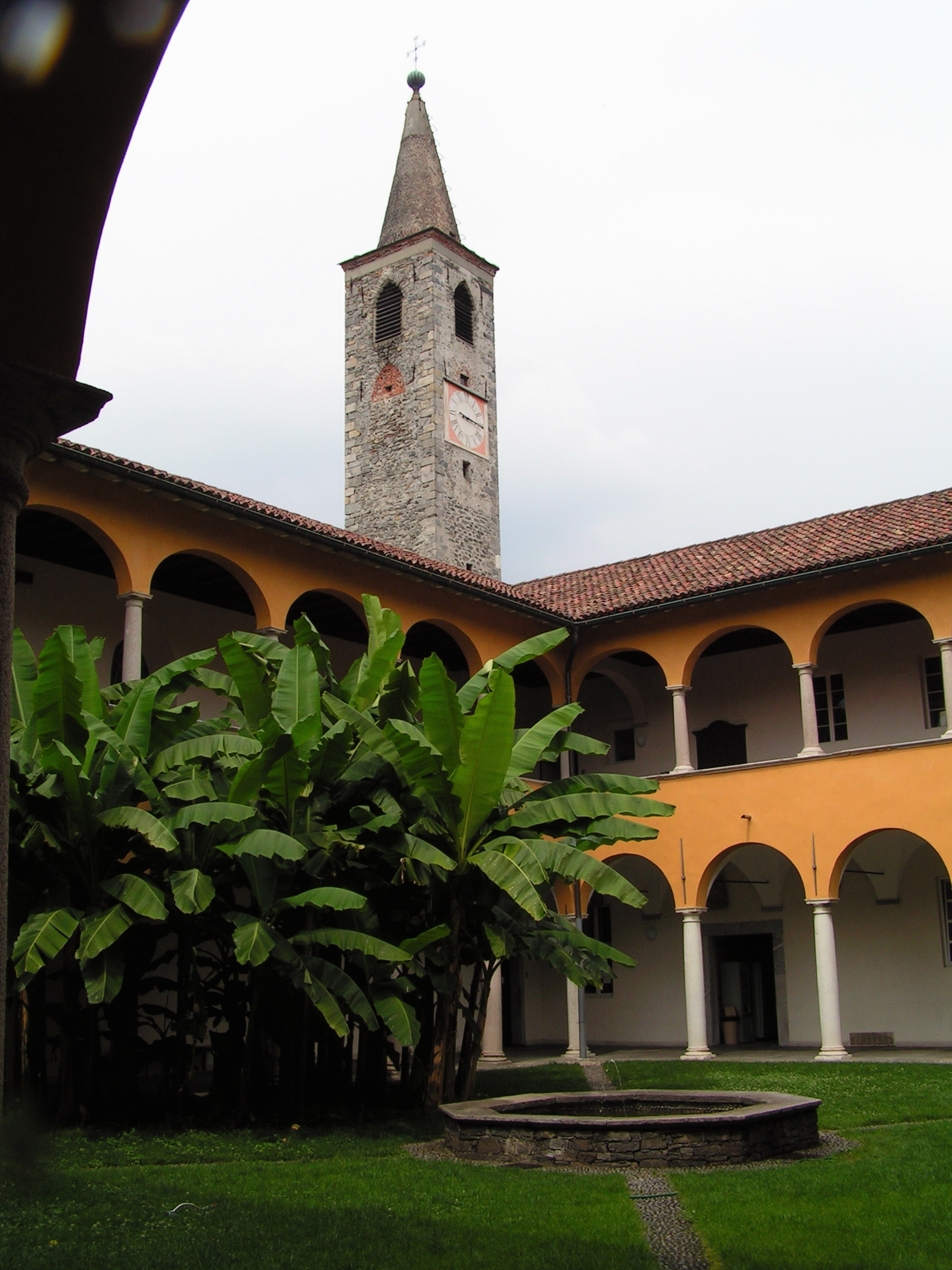
Collegio Papio: chiostro
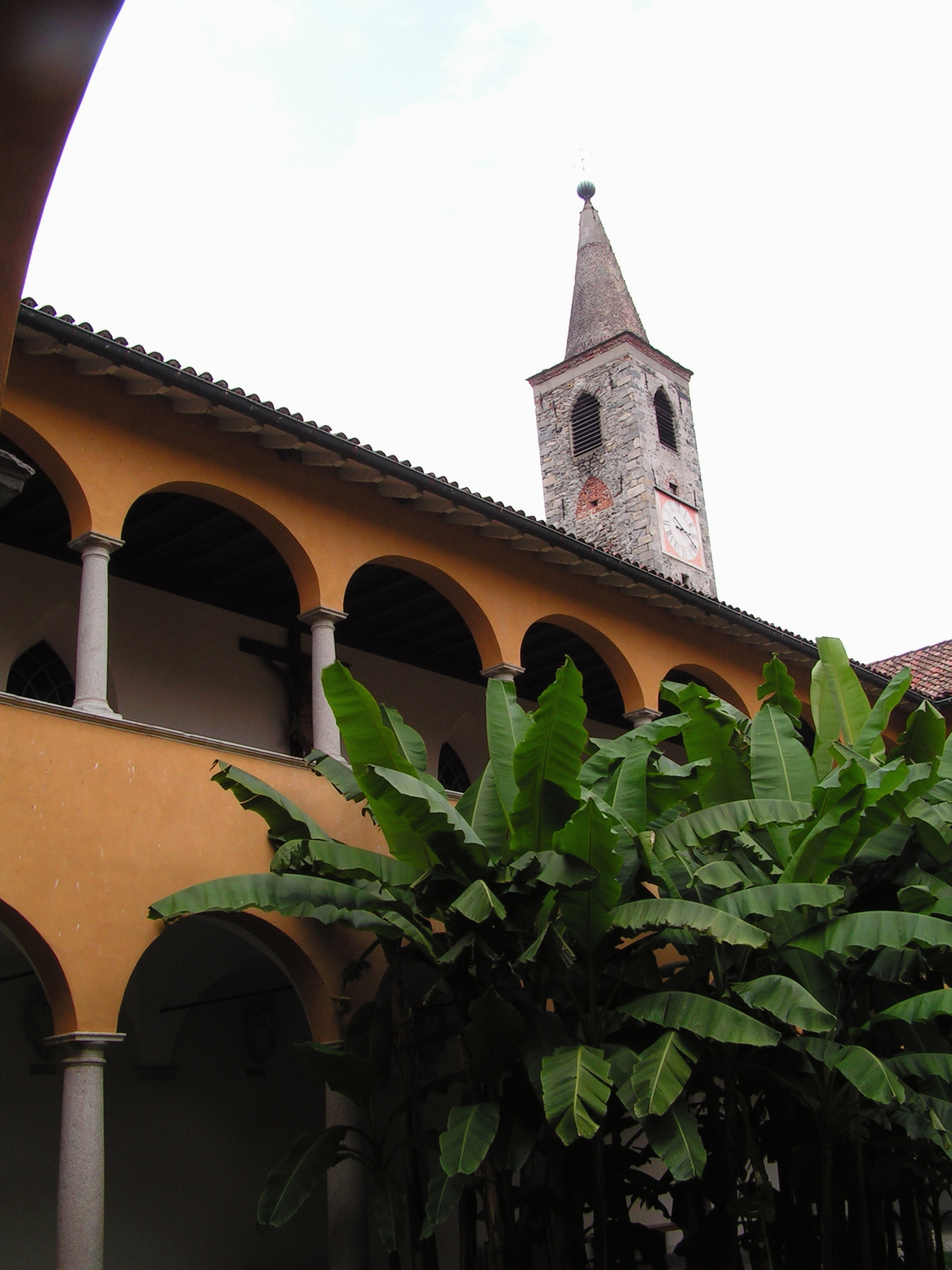
Collegio Papio: chiostro
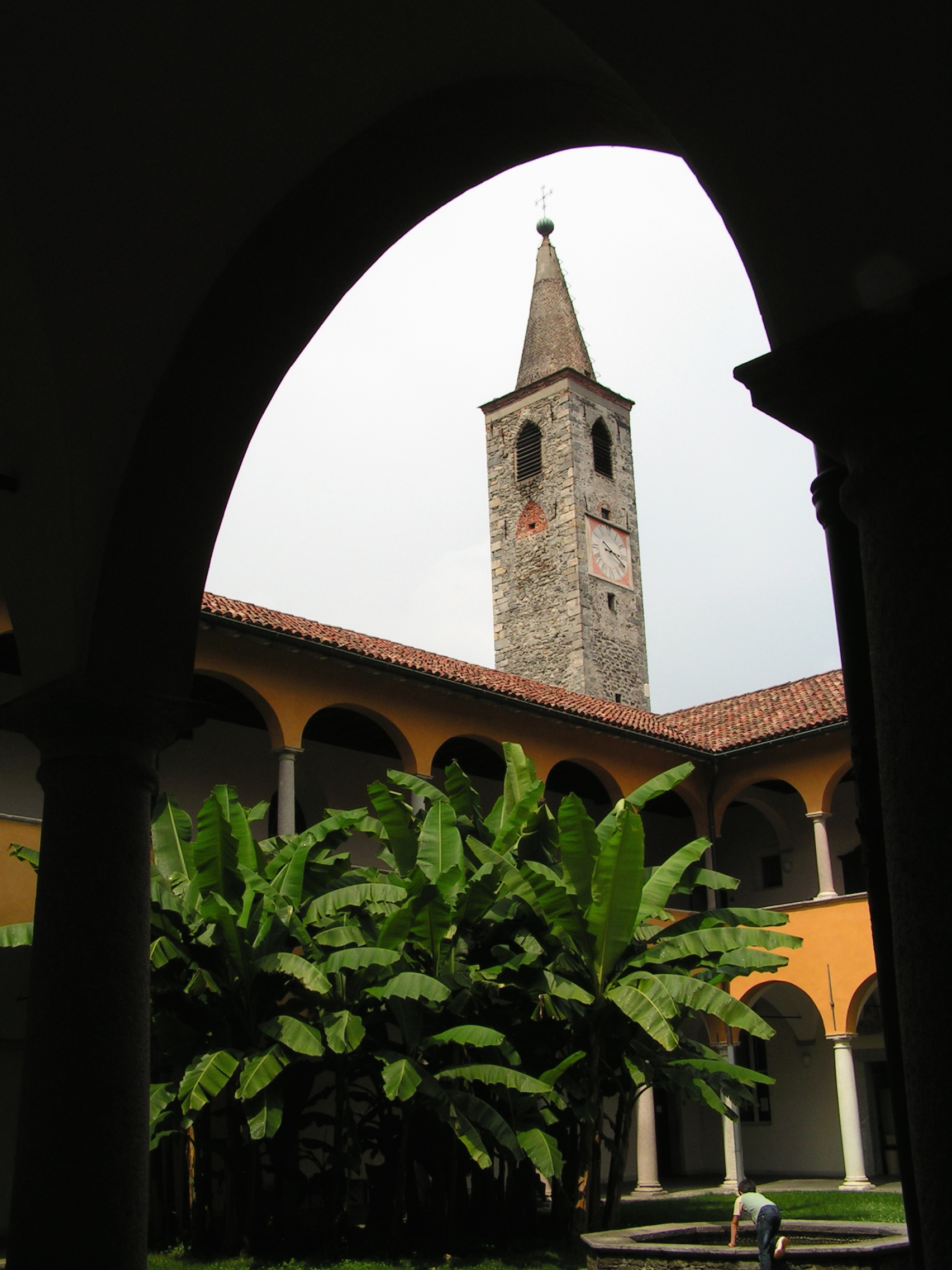
Collegio Papio: chiostro
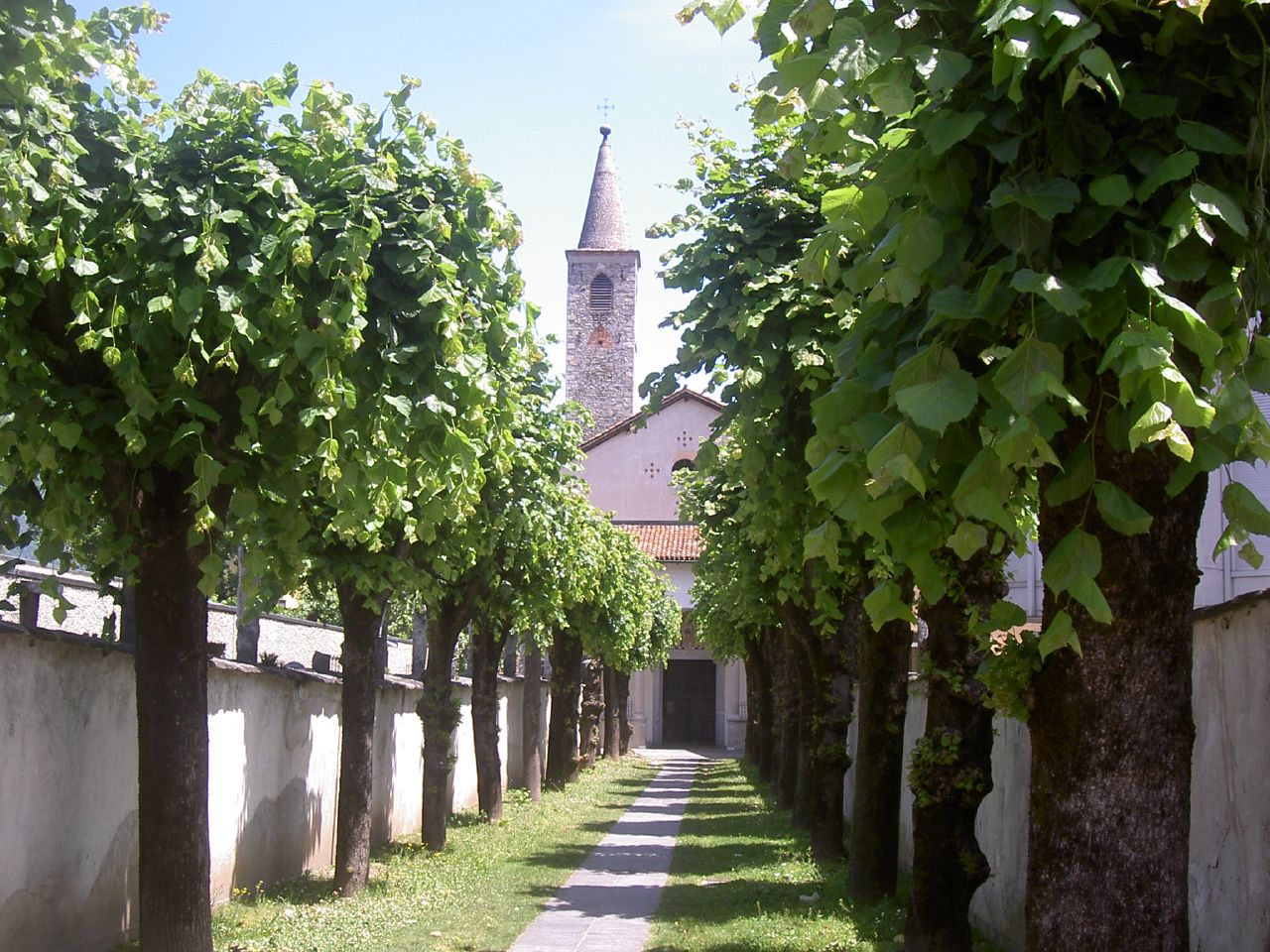
Chiesa di Santa Maria della Misericordia: viale d'ingresso